# Xã Gilmore, Quận Benzie, Michigan
Xã Gilmore (tiếng Anh: Gilmore Township) là một xã thuộc quận Benzie, tiểu bang Michigan, Hoa Kỳ. Năm 2010, dân số của xã này là 821 người.